# Deltocephalus pruthii
Deltocephalus pruthii är en insektsart som beskrevs av Metcalf 1967. Deltocephalus pruthii ingår i släktet Deltocephalus och familjen dvärgstritar. Inga underarter finns listade i Catalogue of Life.